# SK-4

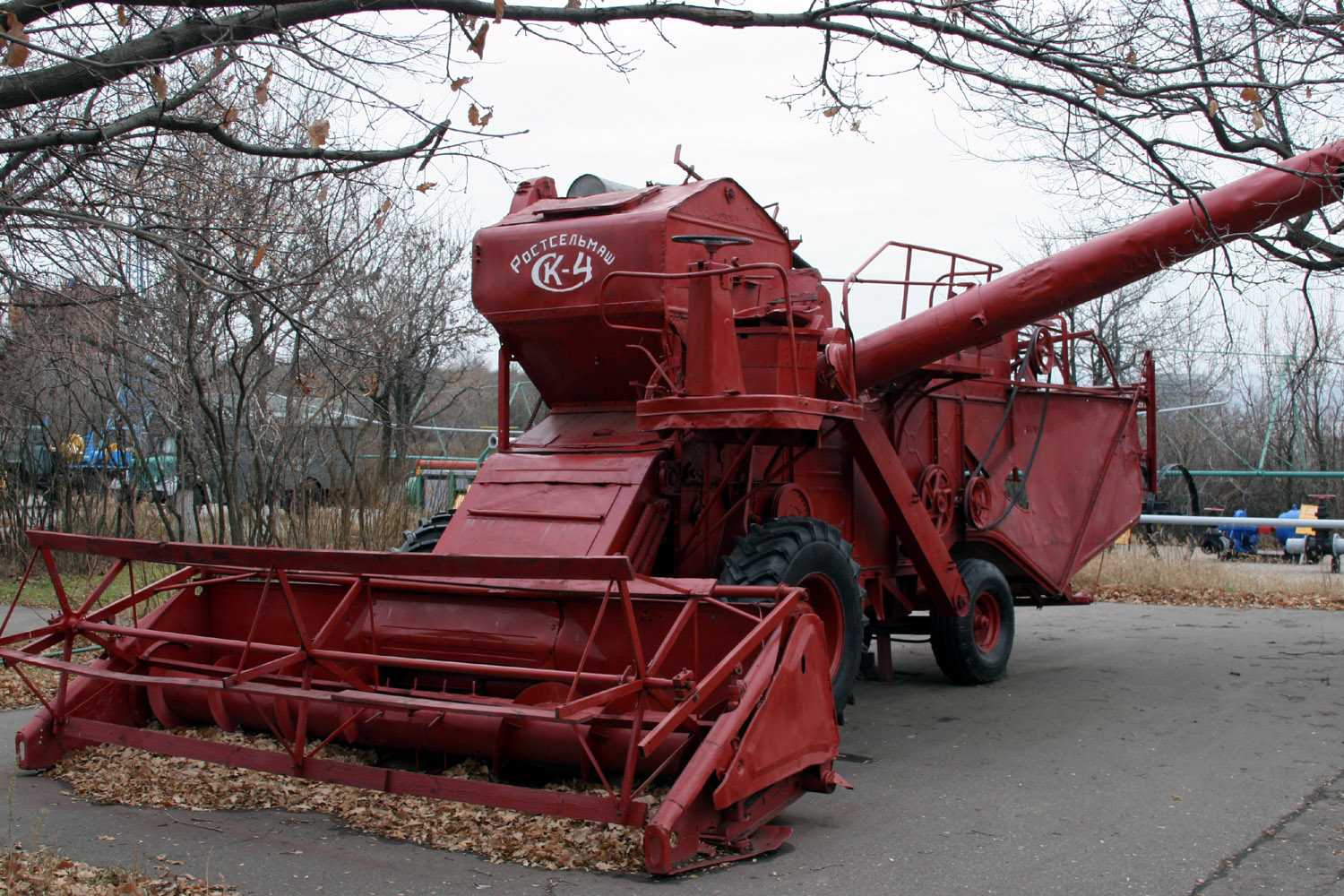
Kombajn SK-4

Sklízecí mlátička SK-4 byl sovětský kombajn, který byl vyráběn od roku 1962 do roku 1974.
Od roku 1963 dovážen i do Československa. Celkem bylo do ČSSR dovezeno přes 12 tisíc kusů.
Výrobcem byl Taganrožský kombajnový závod (rusky Таганрогский комбайновый завод) v Taganrogu. Stroj vyráběla i továrna Roststelmaš v Rostově na Donu.
Kombajn byl nástupcem modelu SK-3. Od roku 1970 byl dodáván modernizovaný kombajn SK-4M. Obou typů bylo celkem vyrobeno 855 589 kusů.

## Technické údaje
- Záběr žacího ústrojí: 3,2 m nebo 4,1 m
- Objem zásobníku zrna: 1,8 m³
- Separační ústrojí: 4 vytřasadla
- Pojezdová rychlost: 1–18 km/h
- Výkon motoru: 75 k
- Počet rychlostí: 3 vpřed, 1 vzad